# Hans-Georg Piper
Hans-Georg Piper (* 14. Juli 1911 in Merseburg; † 11. November 1969) war ein deutscher Mediziner und Hochschullehrer.

## Leben und Werk
Hans-Georg Piper stammte aus der preußischen Provinz Sachsen. Er studierte in Halle und Innsbruck Humanmedizin, legte 1934 das Staatsexamen ab und promovierte an der Universität Halle 1935 zum Dr. med. und habilitierte sich später. 1951 ging er als Hautarzt an die Städtischen Hautklinik in Erfurt, deren Direktor er 1954 wurde. Diese Klinik für Haut- und Geschlechtskrankheiten wurde nach der Gründung der Medizinischen Akademie in diese integriert. Piper wurde in diesem Zusammenhang 1956 Professor mit Lehrstuhl für Dermatologie und Direktor der Hautklinik der Medizinischen Akademie in Erfurt. Er war Mitglied der Deutschen Akademie der Wissenschaften. Sein Forschungsschwerpunkt waren Dermatologie und Venerologie.

## Schriften (Auswahl)
- Häufigkeit und Bedeutung der vier Pneumokokkentypen bei der Lungenentzündung. Bleicherode a. H. 1934.
- Das Neutralisationsvermögen der Haut gegenüber Laugen und seine Beziehung zur Kohlensäureabgabe. Berlin, Heidelberg 1943.
- Verhandlungsbericht der Arbeitstagung des Collegium Orbis Radiologiae Docentium (C.O.R.D.) vom 13. bis 15. Oktober 1961 in Zürich. 1962.
- Aus der Geschichte der Dermatologie und Venerologie in Erfurt. In: Beiträge zur Geschichte der Universität Erfurt 11 (1964), S. 321–338.
- Lepra als aktuelles diagnostisches Problem in Deutschland. 1965.

## Ehrungen
- Verdienstplakette der Medizinischen Akademie Erfurt